# Penisola Fildes
La penisola Fildes costituisce l'estremità sud-occidentale dell''isola di re Giorgio, parte delle isole Shetland meridionali, nell'Oceano Antartico. Lunga 7 km, prende il nome dall'adiacente Stretto di Fildes, nome scelto nel 1960 dal Comitato britannico per i toponimi antartici in onore di Robert Fildes, cacciatore di foche britannico del XIX secolo.

## Geografia
La penisola è priva di neve durante l'estate, a differenza del resto del territorio dell'isola, che è invece prevalentemente ricoperto da ghiacci perenni. La sua estremità sud-orientale, chiamata Half Three Point, fu mappata dal personale a bordo della RRS Discovery II nel 1935, durante una delle spedizioni nell'ambito delle Discovery Investigations.
Lo stretto di Fildes separa la penisola dall'isola Nelson. La penisola è delimitata a sud-est dalla baia di Maxwell, conosciuta anche come baia di Fildes, mentre a nord-ovest si affaccia sull'Oceano Antartico. Dal punto di vista geologico la penisola è costituita da un altopiano con numerosi affioramenti rocciosi e un'altezza media di 30 m sul livello del mare. Sul suo territorio sono presenti diverse stazioni di ricerca, tra cui le basi presidente Eduardo Frei Montalva, professor Julio Escudero, la stazione grande muraglia, la stazione Bellingshausen e la base Artigas.

## Conservazione
Otto zone separate sulla penisola sono state collettivamente designate come Area Specialmente Protetta dell'Antartide (codice ASPA 125) per il loro valore paleontologico. Tali aree, infatti, contengono affioramenti rocciosi con presenza di fossili di datazione variabile tra il tardo Cretaceo e l'Eocene. Sono presenti anche impronte di animali sia vertebrati che invertebrati, nonché resti fossili vegetali con segni di foglie, tronchi e spore di polline.